# Synthesia
Synthesia (precedentemente chiamato Piano Hero) è un software musicale di proprietà della Synthesia LLC. Questo programma permette di eseguire MIDI, attraverso una visuale grafica (con scelta tra rendering 3D in OpenGL o DirectX) e una tastiera esterna.
Synthesia abbassa la barriera all'entrata per i principianti. È possibile iniziare immediatamente la pratica dello strumento con diversi brani senza saper leggere gli spartiti. Suonare subito i brani fornisce una grande motivazione a proseguire lo studio  del pianoforte, ma si può imparare a leggere la notazione tradizionale dello spartito, se si sceglie di continuare.
Synthesia è ottimo anche per gli utenti  più esperti, in quanto è una piattaforma piacevole per leggere rapidamente le note a prima vista di un nuovo brano, e quasi ogni canzone può essere trovata in formato MIDI che Synthesia può eseguire. Synthesia è anche un piacevole compagno per la pratica quotidiana per completare le lezioni di pianoforte. I sistemi di valutazione e di progressione tengono traccia della crescita personale su ogni pezzo.

## Il gioco

### Funzionamento
Synthesia funziona in modo semplice. Basta selezionare una canzone dalla libreria (O da Explorer cliccando nel file MIDI con il tasto sinistro) ed eseguirla. Appena viene aperta la canzone nel display si vedrà una rappresentazione grafica di un pianoforte, con delle note che "picchiano" nei tasti, producendo il suono (riprodotto dal sintetizzatore MIDI).
Se si collega una pianola con ingressi MIDI (tramite USB o adattatore MIDI), si può eseguire la canzone e aumentare i punti nel gioco.

Synthesia 0.8.2 nella home.

### Sviluppo
Synthesia inizia il suo debutto nel 29 dicembre del 2006, con il nome Piano Hero. A quei tempi poteva soltanto eseguire MIDI e non supportava le tastiere MIDI-In. Gli utenti Mac iniziarono ad interessarsi al programma, e decisero di fare una piccola donazione per portare Piano Hero anche nel Mac. Il 4 febbraio 2007 ebbe inizio il porting per Mac OS X, e fu completato nel marzo del 2007. Subito dopo nell'aprile del 2007 l'azienda Activision richiese all'autore un cambiamento del nome, in quanto Piano Hero può essere confuso con l'assai famoso Guitar Hero, un popolare gioco in cui si suona una chitarra elettrica. Dopo molte decisioni il nome ufficiale sia dell'azienda, sia del programma divenne Synthesia.
Nel 2008 il programma divenne in parte a pagamento. Per suonare una canzone con l'aiuto bisogna pagare una quota di acquisto. Nel 2009 ci furono molti aggiornamenti al programma e nel 2010 debuttò in un famoso show inglese, il Strictly Come Dancing. Nel 2011 Synthesia divenne il maggior programma utilizzato per tutorial al pianoforte. Nel 2012 entrò in concorrenza Piano From Above, un programma simile a Synthesia ma più leggero, e fu completato anche il porting per iOS.